# Gelber Günsel
Der Gelbe Günsel oder Acker-Günsel (Ajuga chamaepitys) ist eine Pflanzenart aus der Gattung Günsel (Ajuga) innerhalb der Familie der Lippenblütler (Lamiaceae). Die Art ist in vielen Unterarten von Westeuropa über den Mittelmeerraum bis Zentralasien verbreitet.

## Beschreibung

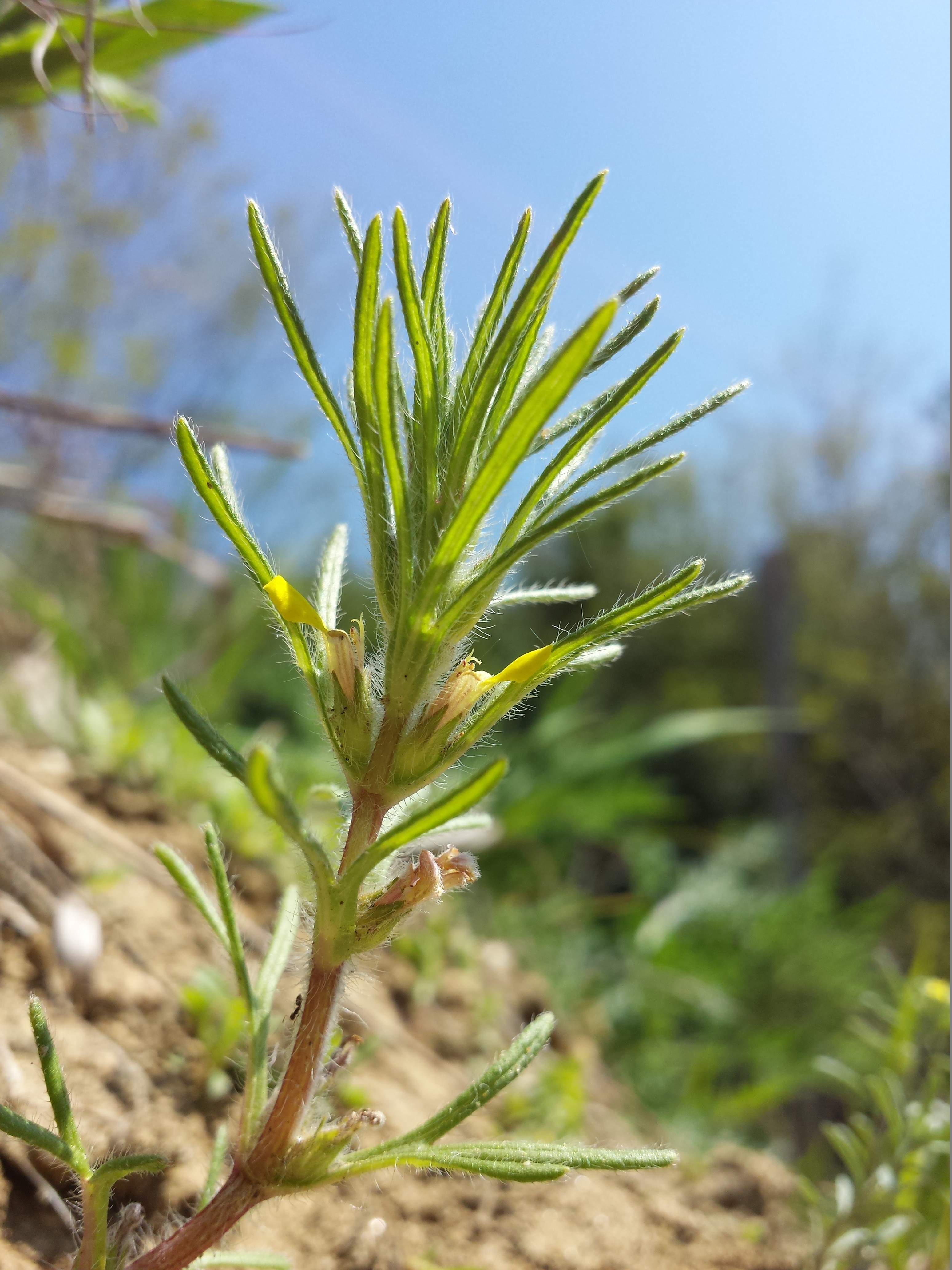
Blütenstand

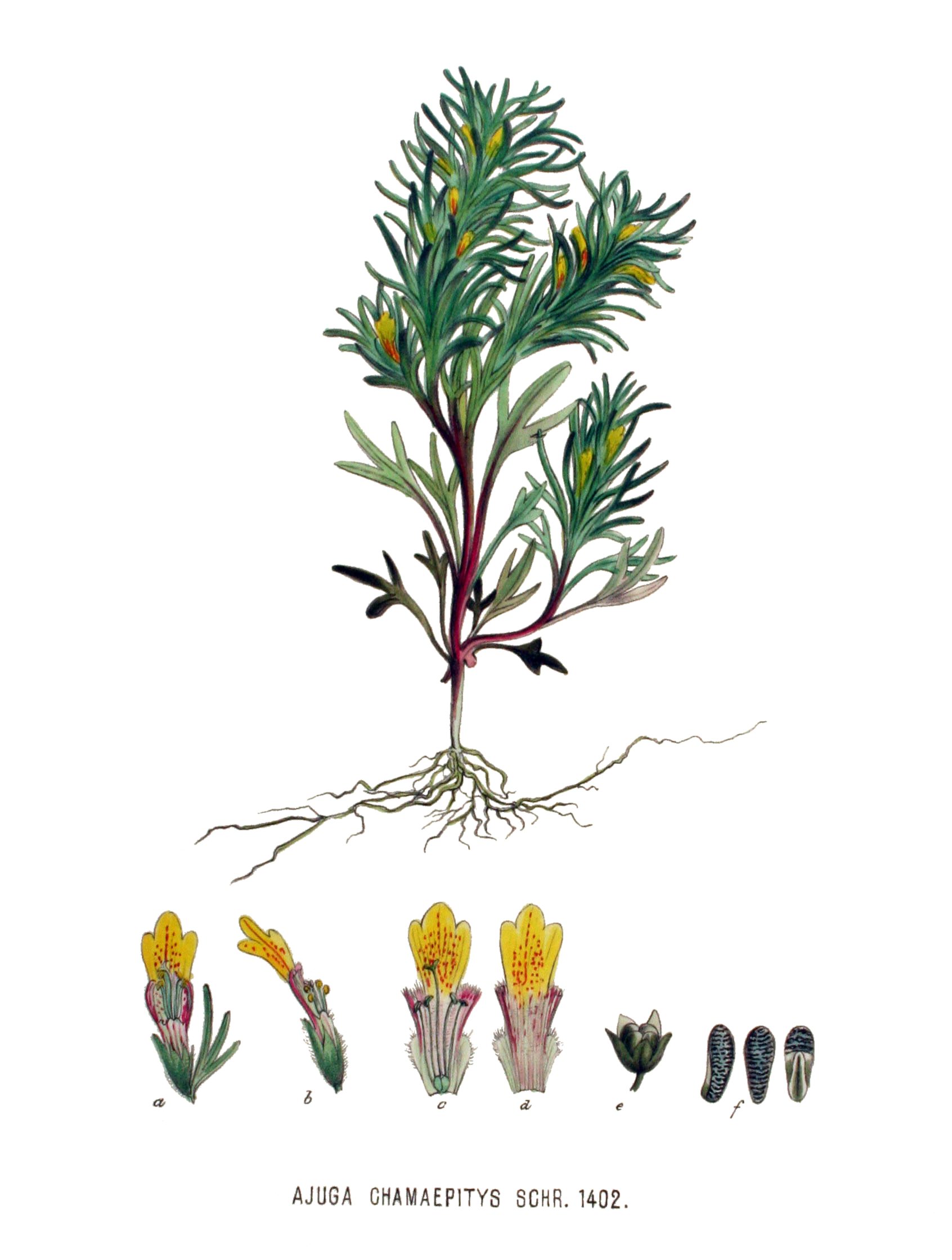
Illustration aus Flora Batava, Volume 18

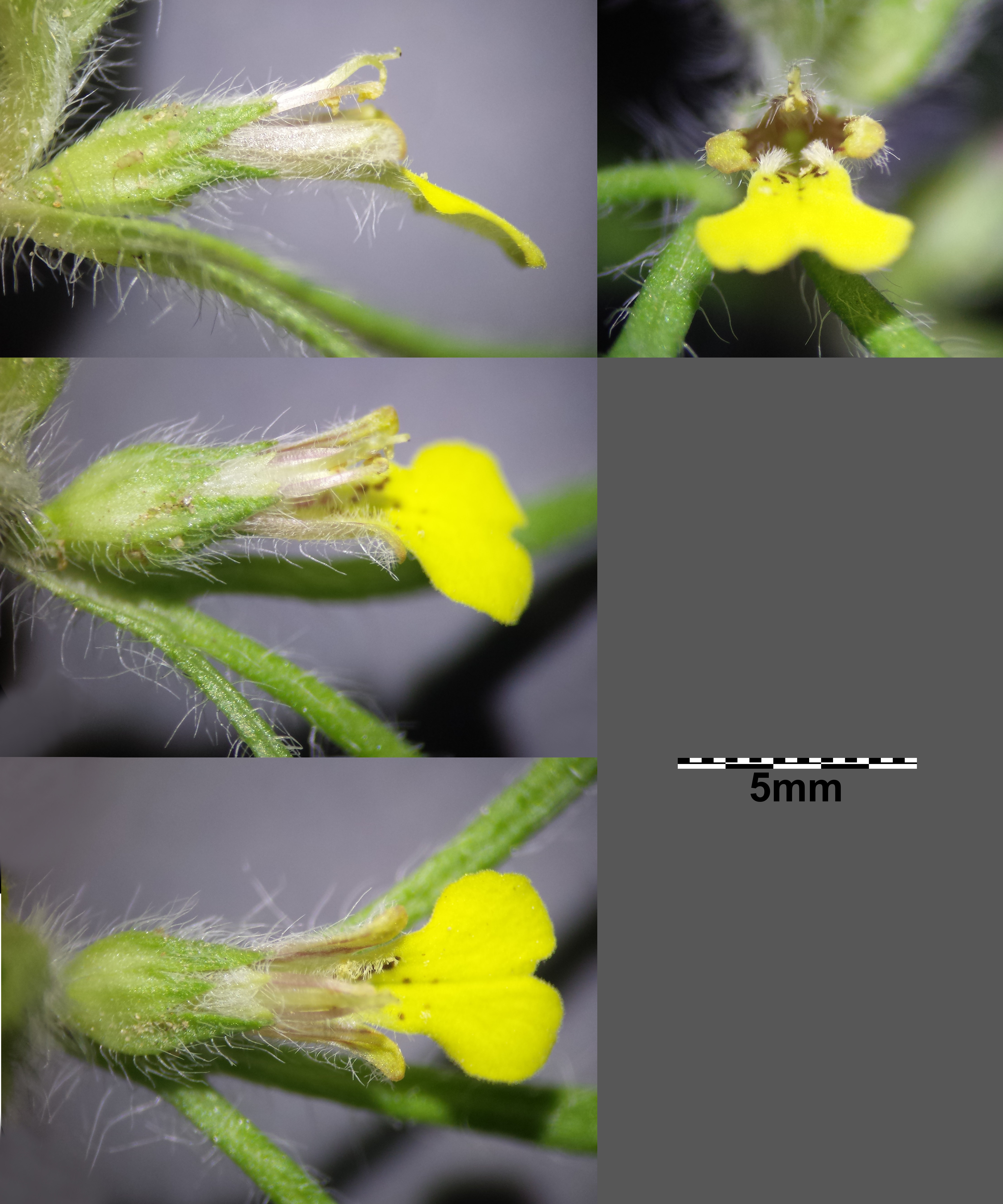
Zygomorphe Blüten

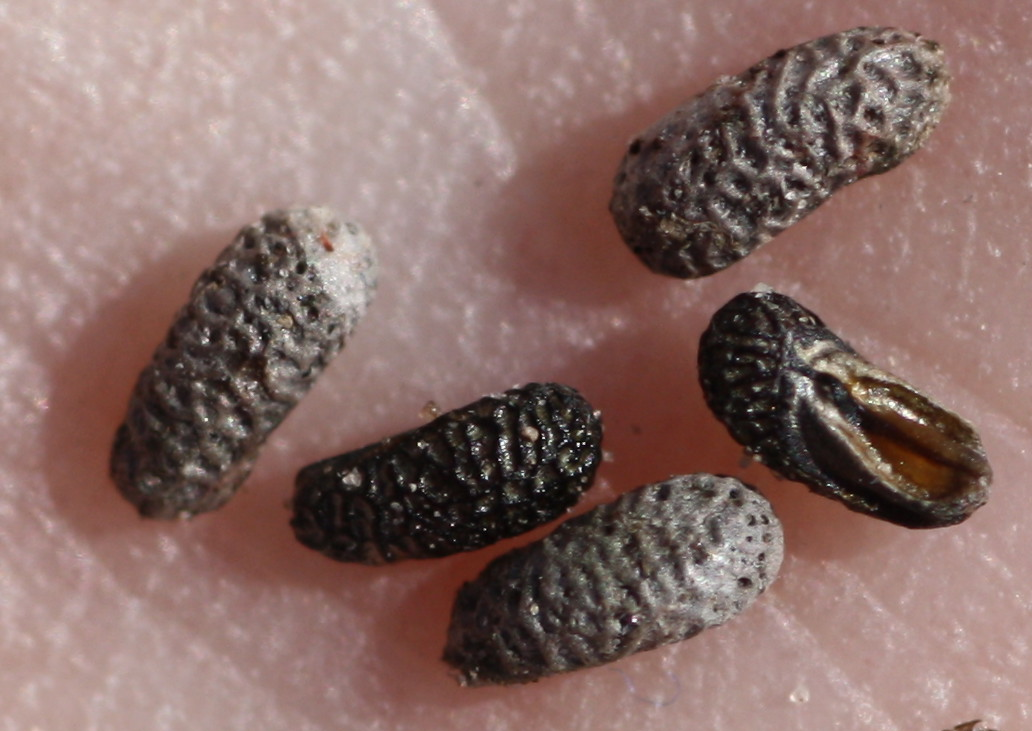
Klausen

### Vegetative Merkmale
Der Gelbe Günsel wächst als einjährige, seltener zweijährige oder ausdauernde krautige Pflanze und erreicht meist nur Wuchshöhen von 5 bis 15 (bis 25) Zentimetern. Sie duftet aromatisch. Der oft niederliegende oder aufsteigende Stängel kann stark verästelt sein. Er kann aber bis zu 40 cm tief wurzeln.
Im Unterschied zu den meisten Lippenblütlern sind die gegenständigen, 1 bis 3 Zentimeter langen, behaarten Laubblätter des Gelben Günsels jeweils in drei lange, linealische, 1 bis 1,5 Millimeter breite Zipfel gespalten.

### Generative Merkmale
Die Blütezeit reicht von Mai bis September. Die Blüten stehen einzeln, manchmal auch zu zweit in den Blattachseln. Sie sind sehr kurz gestielt und bilden 1 bis 1,5 Zentimeter lange Scheinähren. Die zwittrigen Blüten sind zygomorph und fünfzählig mit doppelter Blütenhülle. Der Kelch ist röhrig-glockig, später kugelig und mehr oder weniger zottig und drüsig behaart.
Die zitronengelbe, häufig rotbraun gezeichnete Krone mit sehr kleiner, zweizipfliger Oberlippe und wesentlich längerer Unterlippe erreicht meist 7 bis 15 Millimeter Länge. Die Unterlippe ist gerade vorgestreckt, vierlappig und bräunlich oder rötlich gezeichnet. Die Staubblätter ragen unter der Oberlippe etwas hervor. Nektardrüsen fehlen. Die Klausen sind etwa 3 Millimeter lang und stark netzig-grubig.
Die Chromosomenzahl beträgt 2n = 28.

## Vorkommen
Die Heimat des Gelben Günsels liegt im südlicheren Europa, dem Mittelmeerraum, Südwestasien und Nordwestafrika.
In Deutschland, wo er als Archäophyt eingewandert ist, wächst er vorwiegend in Äckern oder kurzlebigen Unkrautfluren auf kalkhaltigen, leicht erwärmbaren Böden zwischen Main und Donau sowie in Thüringen und Sachsen-Anhalt.
Er ist eine Charakterart des Verbands der Mohnäcker (Caucalidion lappulae), kann aber auch in Gesellschaften des Verbands Alysso-Sedion-albi vorkommen. Insgesamt ist der Gelbe Günsel aber stark rückläufig und in der Roten Liste der gefährdeten Arten Deutschlands, insbesondere als Folge intensiven Ackerbaus und erhöhten Stickstoffeintrages, in Klasse 3 („gefährdet“) eingestuft. Im Mittelmeerraum ist er hingegen ungefährdet. Er steigt im Kanton Wallis bis etwa 1600 Meter Meereshöhe auf.
Die ökologischen Zeigerwerte nach Landolt et al. 2010 sind in der Schweiz: Feuchtezahl F = 2 (mäßig trocken), Lichtzahl L = 4 (hell), Reaktionszahl R = 5 (basisch), Temperaturzahl T = 4+ (warm-kollin), Nährstoffzahl N = 2 (nährstoffarm), Kontinentalitätszahl K = 4 (subkontinental).

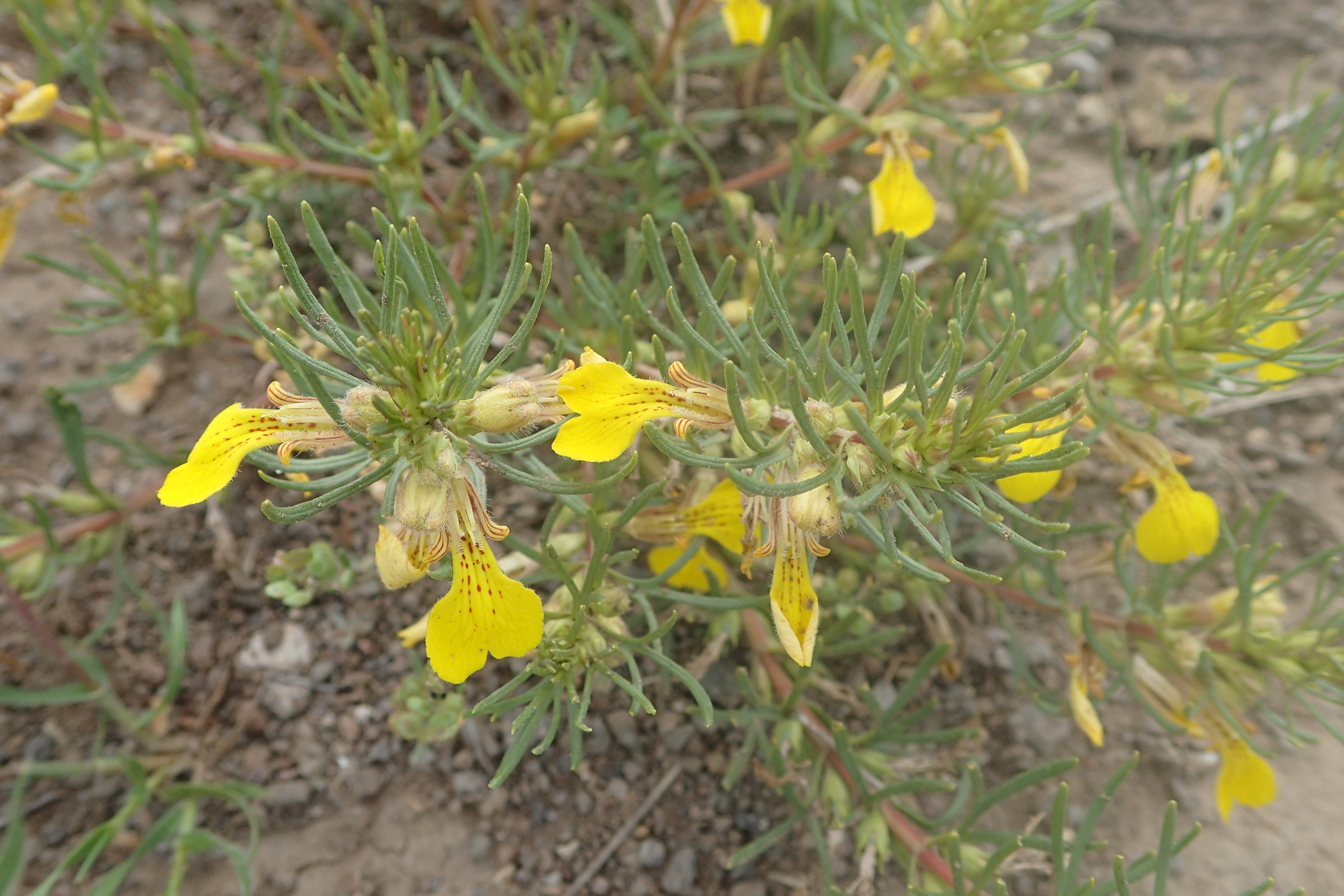
Ajuga chamaepitys subsp. chia

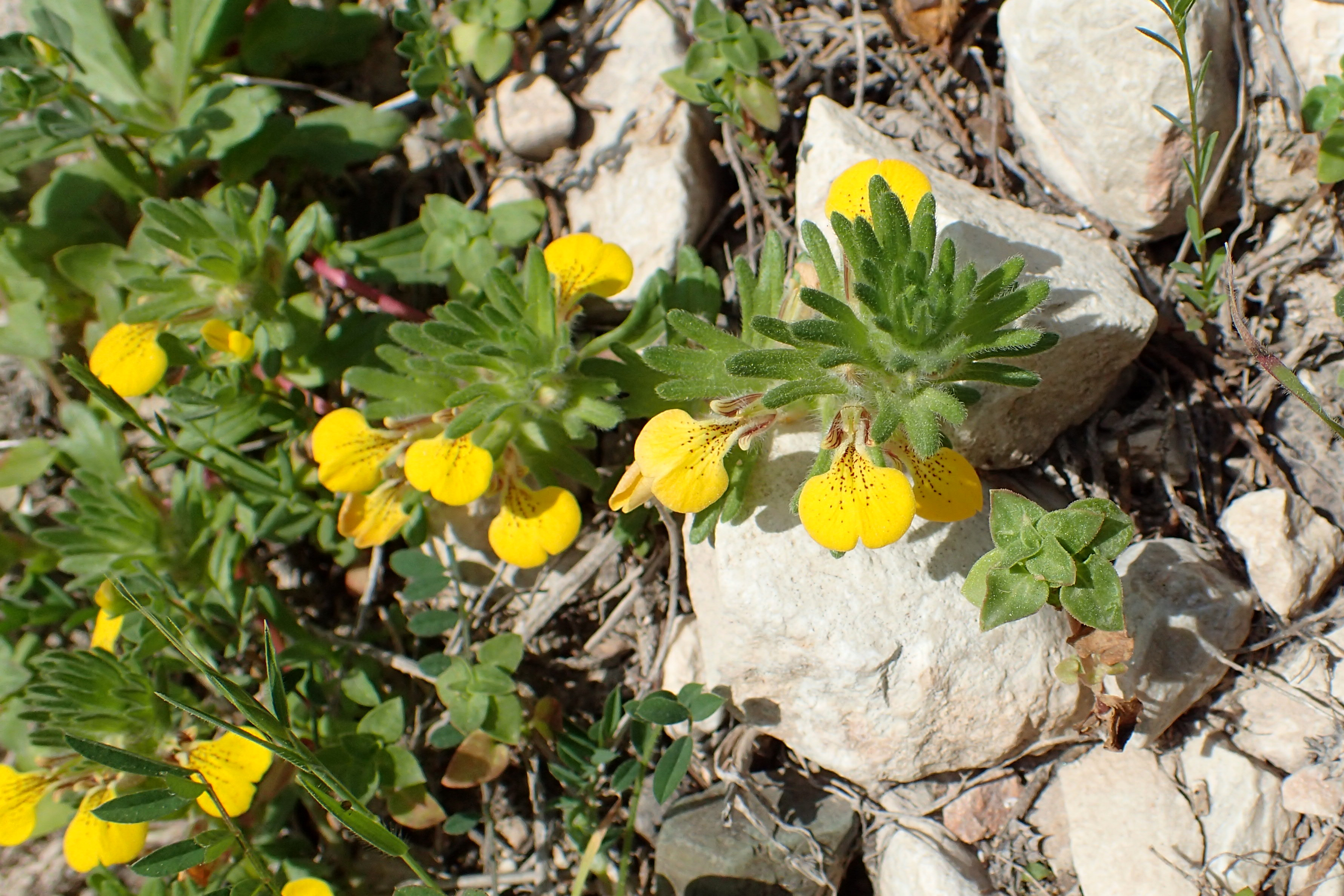
Ajuga chamaepitys subsp. palaestina

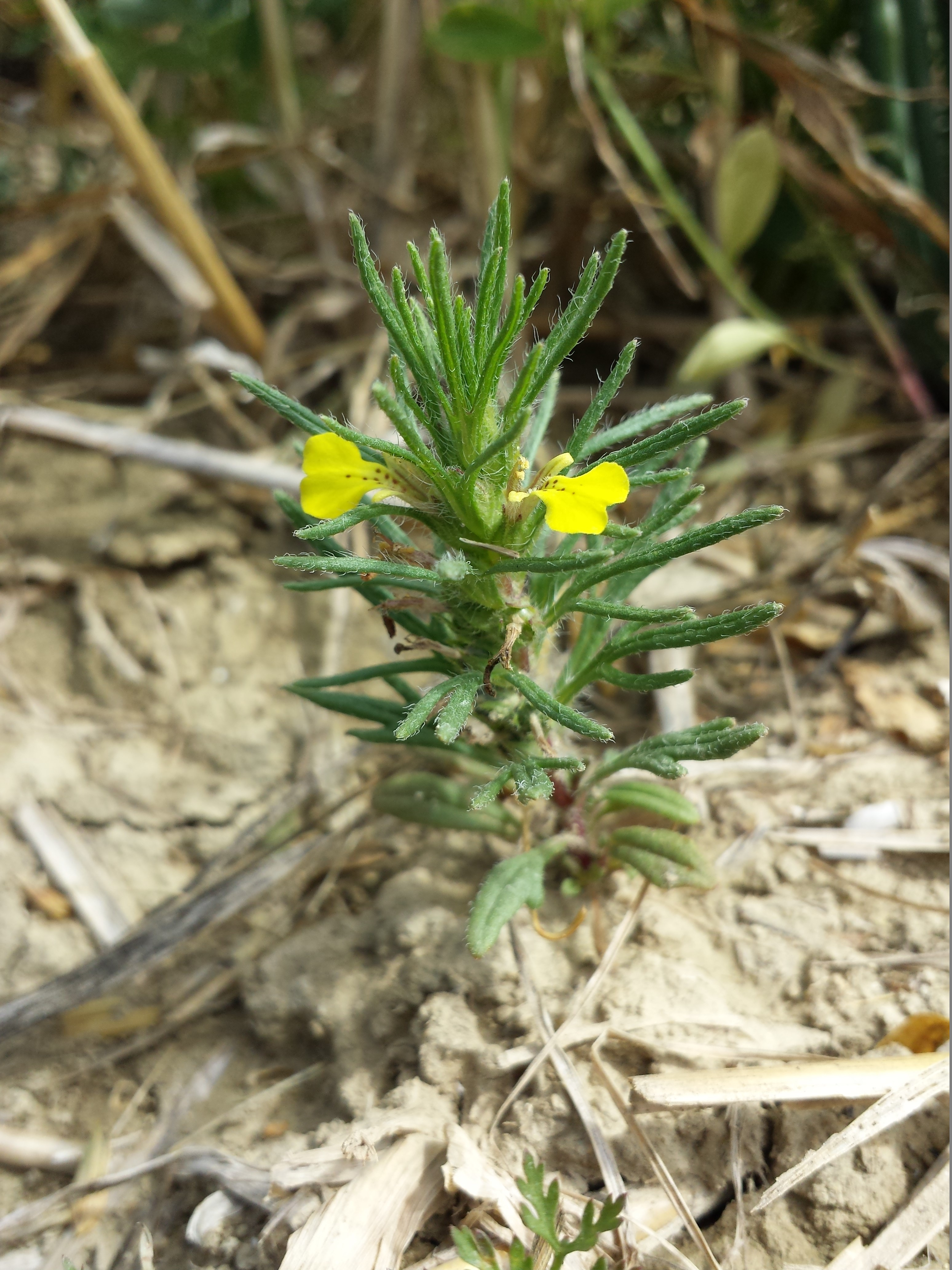
Gelber Günsel (Ajuga chamaepitys) in Niederösterreich

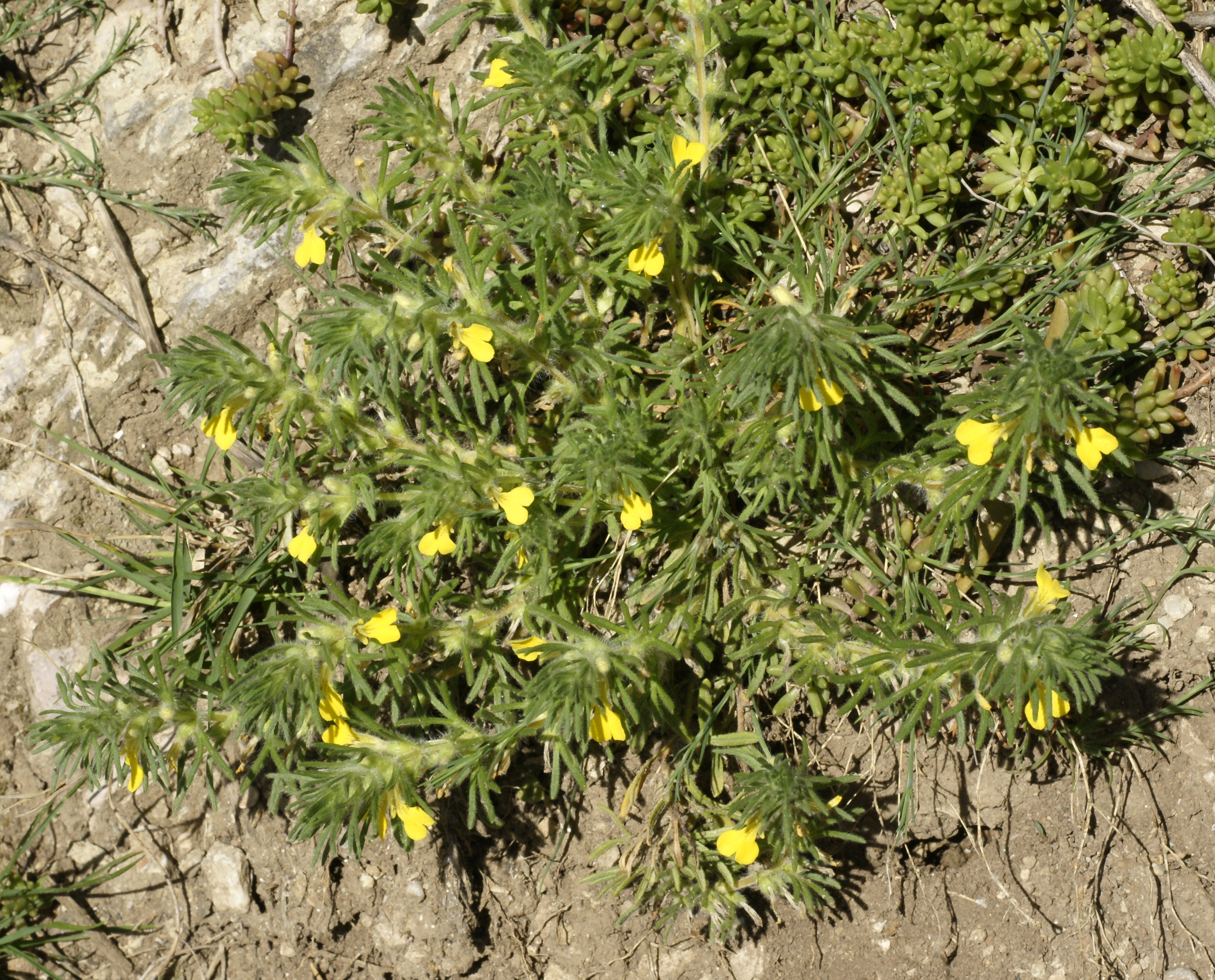
Gelber Günsel (Ajuga chamaepitys) im nördlichen Italien

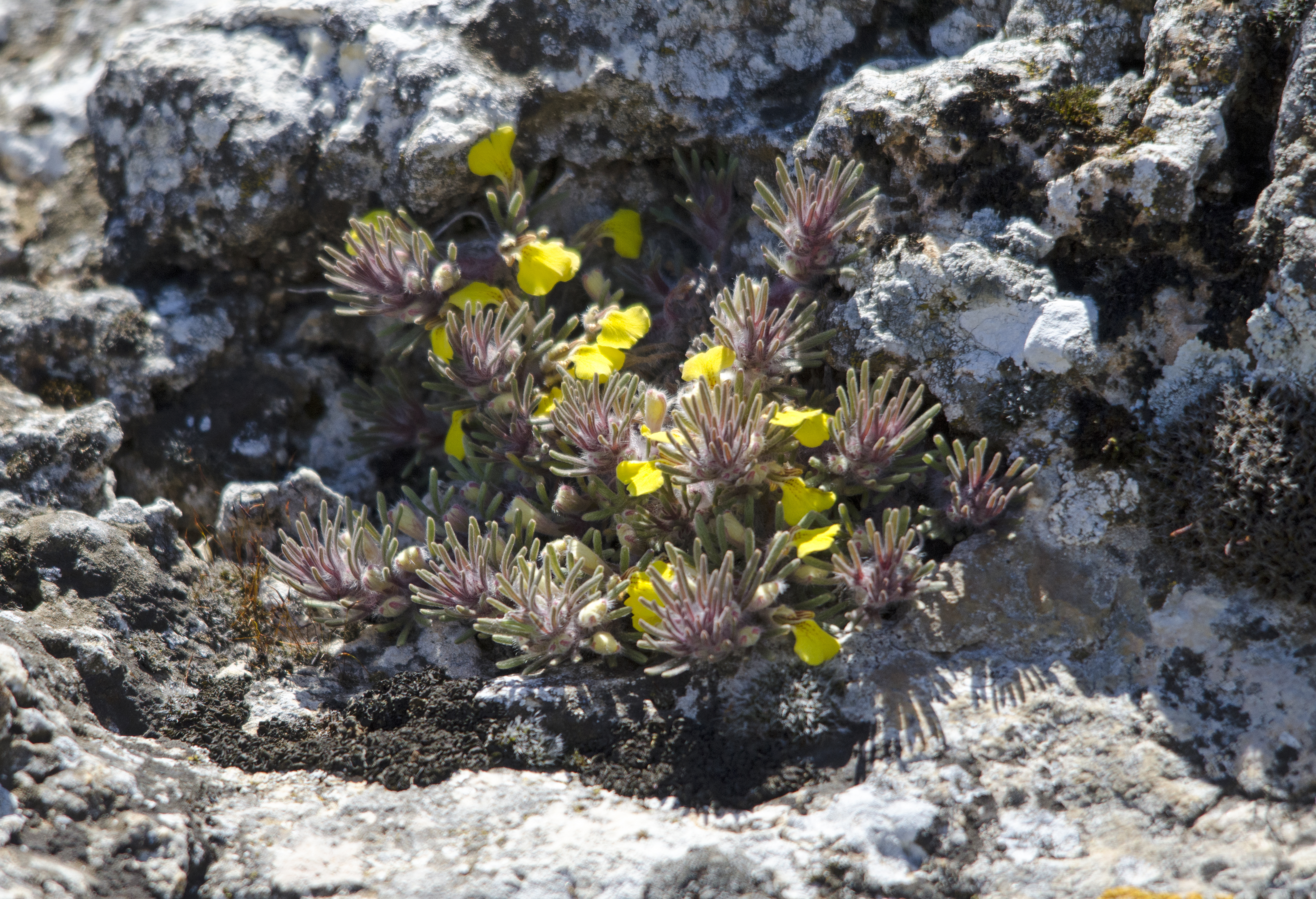
Gelber Günsel (Ajuga chamaepitys) in der Türkei

## Systematik
Der Gelbe Günsel (lateinisch früher auch Iva arthetica genannt und dessen Bezeichnungen im Süden auch Ajuga iva, den Mittelmeer-Günsel, meinen konnten.) wurde 1753 von Carl von Linné in Species Plantarum unter dem Basionym Teucrium chamaepitys L. erstveröffentlicht. 1773 stellte Johann Christian von Schreber ihn in die Gattung Ajuga.

### Unterarten
Besonders im Osten des Verbreitungsgebietes ist der Gelbe Günsel sehr formenreich. Es werden 14 Unterarten unterschieden:
- Ajuga chamaepitys (L.) Schreb. subsp. chamaepitys: Heimat: West- und Zentraleuropa, Italien einschließlich Sizilien, Nordwest-Afrika.[1]
- Ajuga chamaepitys subsp. chia  (Schreb.) Arcang. (Syn.: Ajuga chia Schreb.): Heimat: Südosteuropa und Osteuropa und nördlich bis etwa 53° im östlichen Russland und östlich bis zum nordwestlichen und westlichen Iran.[1]
- Ajuga chamaepitys subsp. cuneatifolia  (Stapf) P.H.Davis (Syn.: Ajuga cuneatifolia Stapf): Heimat: westliche, südliche und südöstliche Türkei, nördlicher Irak.[1]
- Ajuga chamaepitys subsp. cypria P.H.Davis: Heimat: nördliches Zypern, südwestliche Türkei.[1]
- Ajuga chamaepitys subsp. euphratica P.H.Davis: Heimat: Östliche Türkei.[1]
- Ajuga chamaepitys subsp. glareosa P.H.Davis: Heimat: Anatolien, Libanon.[11]
- Ajuga chamaepitys subsp. laevigata  (Boiss.) P.H.Davis (Syn.: Ajuga laevigata Boiss.): Heimat: Östliche und südöstliche Türkei, Libanon, Syrien, Palästina, nördlicher Irak.[11][1]
- Ajuga chamaepitys subsp. libanotica P.H.Davis: Heimat: Libanon.[11]
- Ajuga chamaepitys subsp. mardinensis P.H.Davis: Heimat: südöstliche Türkei, Irak.[1]
- Ajuga chamaepitys subsp. mesogitana  (Boiss.) Bornm. (Syn.: Ajuga mesogitana Boiss.): Heimat: Anatolien, Libanon.[11]
- Ajuga chamaepitys subsp. palaestina  (Boiss.) Bornm. (Syn.: Ajuga palaestina Boiss.): Heimat: Ostägäische Inseln, Anatolien, Zypern, Libanon, Syrien, Israel/Jordanien.[11]
- Ajuga chamaepitys subsp. rechingeri  (Bilik) P.H.Davis (Syn.: Ajuga rechingeri Bilik): Heimat: Östliche Türkei, Syrien.[11][1]
- Ajuga chamaepitys subsp. suffrutescens  (Willk.) Pott.-Alap. ex Greuter & Brudet, Heimat: Südliches Spanien, Tunesien, vielleicht auch Algerien.[1]
- Ajuga chamaepitys subsp. tridactylites  (Ging. ex Benth.) P.H.Davis (Syn.: Ajuga tridactylites Ging. ex Benth.): Kommt im Sinai, in Saudi-Arabien, Jordanien, Irak und Iran vor.[12][1][11]

## Trivialnamen
Weitere Bezeichnungen für den Gelben Günsel (in lateinischen Texten oft camaepitheos oder mittellateinisch camepitheos bzw. chamaepitys – Bezeichnungen, die im Süden auch für den Mittelmeer-Günsel standen) sind oder waren, zum Teil auch nur regional: Ackergamander, Birnskün, schwarz Cipres, Erdkyfer, Erdpin, Erdweihrauch, Feldzypresse, großer Gamander, klein Gamander (althochdeutsch), klein Gamanderlein (althochdeutsch), Gehtwurz (althochdeutsch), Gihtwurz (althochdeutsch), Gichtwurz (mittelhochdeutsch), Gichwurz (mittelhochdeutsch), Gichtword (mittelniederdeutsch), Gitword (mittelniederdeutsch), Horhave (althochdeutsch), Karse, klein Loig, Romischer Kole, Romes, Romesch, Rumesch, Schlafkräutlein, Schlafkraut, Schlagkräutlein, Schlagkraut, Wittkrud, Zeitheid und Zeitkraut sowie Jelängerjelieber und Gundram.

## Nutzung als Heilpflanze
Ein Aufguss der oberirdischen Pflanzenteile soll harntreibend wirken. Aufgrund ihrer stimulierenden Wirkung wurde die Pflanze zur Behandlung von Schlaganfällen eingesetzt, was sich auch in ihren Trivialnamen „Schlagkraut“ oder „Schlagkrautgamander“ ausdrückt. Die Art war schon im Altertum als Mittel bei Schlangen- oder Skorpionsstichen, als schweißtreibendes Mittel und gegen manch andere Leiden im Gebrauch.